# Новелло
Новелло (итал. Novello) — коммуна в Италии, располагается в регионе Пьемонт, в провинции Кунео.
Население составляет 1012 человека (2008 г.), плотность населения составляет 92 чел./км². Занимает площадь 11 км². Почтовый индекс — 12060. Телефонный код — 0173.
Покровителем коммуны почитается святой Архангел Михаил, празднование 29 сентября.

## Демография
Динамика населения:

## Администрация коммуны
- Официальный сайт: http://www.comune.novello.cn.it/